# Martin 4-0-4
Il Martin 4-0-4 è un aereo di linea statunitense costruito dalla Glenn L. Martin Company. Utilizzato per il trasporto passeggeri negli Stati Uniti, fu anche usato dalla United States Coast Guard e dalla United States Navy come RM-1G (VC-3A nella designazione unificata post-1962).

## Storia

### Sviluppo
Dopo che la produzione del precedente Martin 2-0-2 fu fermata a causa di problemi strutturali alle ali, la compagnia decise di cambiare le ali ad una versione migliorata (chiamata Martin 3-0-3). Il nuovo velivolo divenne il Martin 4-0-4, con cambi strutturali a livello delle ali, era pressurizzato ed allungato talmente da contenere 40 passeggeri. Come il 2-0-2, il 4-0-4 era un monoplano con un'unità di coda standard (stabilizzatore verticale singolo). Aveva una scaletta nella sezione di coda per il carico/scarico dei passeggeri; il carrello d'atterraggio, triciclo, era retraibile e la propulsione era assicurata da due motori radiali a pistoni Pratt & Whitney R-2800-CB16.

### Impiego operativo

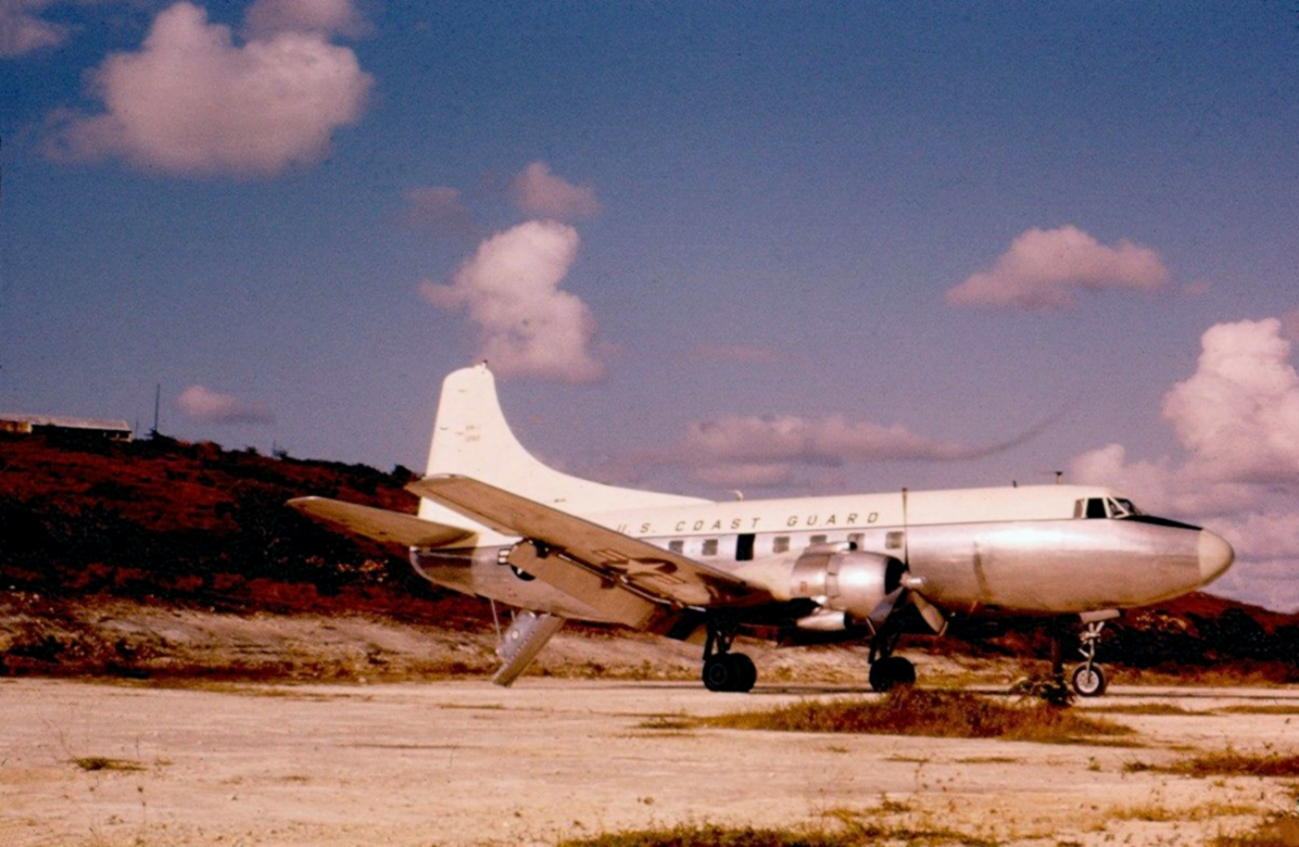
Un RM-1 della USCG nel 1958

I primi esemplari furono consegnati alla Eastern Air Lines (EAL) che ne aveva ordinati 60 e alla Trans World Airlines (TWA) che ne aveva richiesti 40. Gli unici altri due velivoli usciti dalla linea di produzione furono inviati alla United States Coast Guard che li aveva ordinati per il trasporto di personalità. Ad essi era stata assegnata la designazione RM-1G poi divenuta RM-1 e quindi, nel 1962, VC-3A. In 1969 furono trasferiti alla United States Navy ed entrambi furono ritirati nel 1970. Un totale di 103 aeromobili fu costruito nella fabbrica di Glenn L. Martin a Baltimora.
La TWA utilizzò i suoi 40 4-0-4 con il nome Skyliner negli Stati Uniti orientali tra il 1º settembre 1950 e il 29 aprile 1961.. L'EAL invece usò i 4-0-4 sempre nell'est degli USA con il dome di Silver Falcon. Il primo volo di un 4-0-4 dell'EAL avvenne il 5 gennaio 1952 e il ritiro avvenne alla fine del 1962.
Più tardi nella sua carriera di aereo di linea, dopo essere stato rimpiazzato da EAL e TWA con velivoli jet, il 4-0-4 fu utilizzato da numerosi operatori di secondo livello che dovevano sostituire i propri Douglas DC-3. Una delle maggiori compagnie aeree statunitensi che ne utilizzò 25 esemplari fu la Southern Airways, che fece volare i 4-0-4 da Atlanta dopo il luglio del 1969.. L'ultimo 4-0-4 delle Southern Airways volò il 30 aprile 1978.
L'ultimo 4-0-4 capace di volare, un esemplare ex-TWA, fu trasportato nel febbraio 2008 al Planes of Fame Museum, dove è esposto assieme ad un Martin 2-0-2.

## Utilizzatori

### Civili
Bolivia
 Colombia
- Aero Proveedora Proa Ltda

 Rep. Dominicana
- Dominair

 Messico
 Stati Uniti

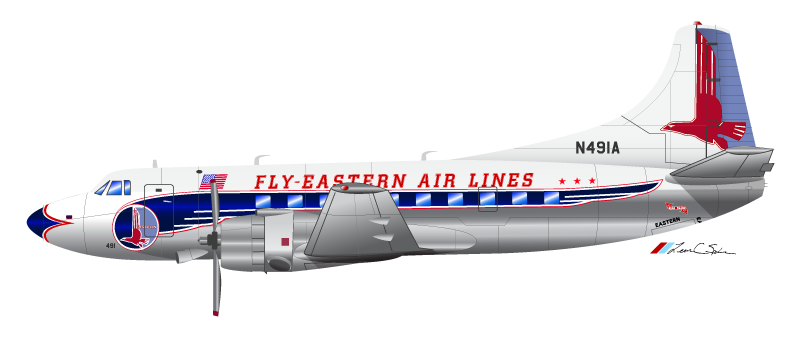
Un Martin 4-0-4 delle Eastern Airlines

- Atlantic Southeast Airlines (1972-1979)
- Eastern Airlines (1951-1962)
- Florida Airlines (1977-1981)
- Marco Island Airways (1973-1981)
- Mohawk Airlines (1961-1965)
- Pacific Air Lines (1959-1968)
- Ozark Air Lines (1964-1967)
- Piedmont Airlines (1961-1972)
- Provincetown-Boston Airlines (1975-1984)
- Southeast Airlines (1971-1976)
- Southern Airways (1961-1978)
- Trans World Airlines (1950-1961)

 Venezuela
- Rentavion

### Militari
Stati Uniti
- United States Coast Guard
- United States Navy

## Incidenti
- 19 febbraio 1955: Volo TWA 260, schiantatosi nelle Sandia Mountains uccidendo i 3 membri dell'equipaggio e 13 passeggeri.
- 1º aprile 1956: Volo TWA 400, incidente in fase di decollo da Pittsburgh, 22 delle 36 persone a bordo morte.
- 2 luglio 1963: Mohawk Airlines volo 121, 7 morti e 36 feriti durante il decollo dall'aeroporto di Rochester-Monroe airport.
- 2 ottobre 1970: Nell'incidente della Wichita State University, un volo charter presso Silver Plume (Colorado) uccise 31 delle 40 persone a bordo.